# Josh Almanson
Joshua David Almanson, detto Josh (Bowling Green, 31 gennaio 1982), è un ex cestista statunitense.

## Carriera
Josh Almanson si diploma alla Bowling Green High School nel 2000. Ammesso alla Bowling Green State University, gioca con i Falcons nel NCAA Division I. Nella prima stagione, parte titolare in quattro occasioni e gioca in totale ventotto gare, con una media di 7 punti a partita.
Nel 2001-02 trova meno spazio, giocando una partita da titolare e trentatré in totale, con 4,7 punti e 2,6 rimbalzi di media. Nel 2002 subisce un intervento alla caviglia che lo tiene fuori gran parte della stagione. Scende in campo in appena sei occasioni.
Nel 2003-04 riprende a giocare stabilmente, migliorando i suoi precedenti risultati: trentuno gare (tutte quelle disputate dai Falcons, sette da titolare) e 8 punti e 4,8 rimbalzi di media. Nel 2004 diventa capitano della squadra, gioca ventinove partite su ventinove da titolare, con una media di 17,2 punti e 4,8 rimbalzi.
Nel 2005 arriva in Europa, firmando con lo Sport Lisboa Benfica, nella Proliga portoghese. Per problemi interni, deve successivamente passare all'AB Contern, squadra del Lussemburgo. Nel 2006 viene acquistato dal TBB Trier, con cui milita tuttora nella massima divisione tedesca.
Nel 2008 passa ai Lugano Tigers, in Svizzera.